# Автострада А22 (Італія)
Автострада A22 (італ. Autostrada del Brennero, Autobrennero, нім. Brennerautobahn) є однією з найважливіших автомагістралей в Італії, оскільки вона з'єднує П'янура Падана, місто Модена та автостраду A1 до Австрії через перевал Бреннер, розташований у муніципалітеті Бреннер.
Оператором дороги є "Autostrada del Brennero Sp А".

## Історія
Ще в 1949 році, під час Женевської конвенції про дорожній рух, було розроблено маршрут, ідентифікований як E56, що веде від Скандинавії до найпівденнішої точки Італії. Поточна траса Autobrennero вже була частиною цього плану маршруту.
Наступним кроком для реалізації проекту стало заснування Autostrada del Brennero Sp А. 20 лютого 1959 року, якому через два роки було надано концесію на будівництво та подальше управління шосе. Autostrada del Brennero Sp А. залишається компанією, яка займається інфраструктурою A22. Трасу автомагістралі спочатку спроектували Бруно та Ліно Джентіліні за підтримки сенатора Гвідо де Унтерріхтера. Перший план потім був відредагований, і його склали дві проїжджі частини, 7,5 × 2 метри кожна. Проект Верона - Бреннер був затверджений ANAS 25 січня 1962 року, тоді як сегмент Верона - Модена був затверджений протягом наступного року. Пізніше довелося відчужувати кілька земельних ділянок, будувати підземні переходи та естакади (як для доріг, так і для залізниці), 307 кілометрів ліній електропередач та 74 км телефонних ліній навіть довелося перенести. На все це потрібно близько 23 мільярд лір.

## Особливості
Загалом автомагістраль A22 простягається на 313 км, бере початок біля Модени, на розв'язці на автомагістралі A1, неподалік від пункту оплати проїзду Modena Nord. Після Модени автомагістраль перетинає всю П'януру-падану, перетинаючи Карпі та Мантую, у справжньому серці долини По. У Вероні A22 перетинає автомагістраль A4, після чого зупиняється в долині Адідже, паралельно до озера Гарда. Він проходить повз Роверето, потім через Тренто та Больцано. Звідси вона пролягає всередині долини Ізарко (відомої німецькою мовою як «Айзакталь»), щільнішої, ніж долини По та Адідже. Таким чином, тут A22 звиває і повертає через долину, легко обганяючи Брессаноне, а потім проїжджаючи через платну Віпітено. Нарешті, A22 досягає перевалу Бреннер у Бреннеро, де вона виходить на австрійський кордон і закінчується. Тут проїзд Модена - Мюнхен перетинає кордон, слідуючи за австрійським автобаном A13 Бреннер. Очевидно, що A22 є надзвичайно важливою магістраллю для зв’язків і транспорту між Південною та Північною Європою, спроектованою на трасі, вивченій і запланованою з використанням одного з найнижчих гірських перевалів в Альпах, перевалу Бреннер – одного з найбільш завантажених. межує з Європою – знаходиться лише на висоті 1375 м над рівнем моря.

## Маршрут
Шосе 315 км: траса починається біля Модени, на перехресті з автострадою А1, вертикально перетинає всю Північну Італію, нарешті досягаючи перевалу Бреннер, уздовж австрійського кордону. Після перетину кордону швидкісна дорога з’єднується з австрійською автострадою A13 (A13, Інсбрук - Бреннер). Шосе A22 проходить через чотири регіони Італії (Трентіно-Альто-Адідже, Венето, Ломбардія, Емілія-Романья). Управління дорогою з моменту її будівництва було передано окремим концесіонерам та компаніям, які експлуатують автомагістралі.

## Європейські автошляхи
Шосе A22, що входить до мережі європейських доріг, є частиною повного маршруту E45 з півночі на південь, що з’єднує Каресуандо та Гела. Основний перетин із західно-східними маршрутами – з E70 (у цій точці представлено італійською автострадою A4) у Вероні.

## Роботи та проекти
На ділянці між Тренто-Південь і Роверето-Північ триває експеримент із так званою «третьою динамічною смугою», яка включає використання смуги аварій як звичайної смуги руху під час особливих ситуацій, таких як затори. Про це водіям сигналізують чіткі світлові знаки зі змінними повідомленнями вздовж маршруту: вони відображають зелені стрілки, якщо смуга аварійної роботи придатна як звичайна смуга, косі жовті стрілки, якщо третя смуга закривається, і червоні хрестики, якщо третя смуга закритий і може бути використаний лише в екстрених випадках. Цей проект передбачає використання техніки динамічної смуги також на ділянці між платними пунктами Больцано-Південь і Верона-Північ, де планується розв’язка з третьою постійною смугою (яка буде побудована) до перетину з автострадою A1 в Модені.